# Cerzat

Cerzat este o comună în departamentul Haute-Loire, Franța. În 2009 avea o populație de 192 de locuitori.